# دانشگاه شراینر
دانشگاه شراینر یک دانشگاه پروتستان خصوصی در کرویل، تگزاس است. این دانشگاه حدود ۱۳۰۰ دانشجو در مقطع کارشناسی و کارشناسی ارشد ثبت نام می‌کند. بیش از ۴۰ رشته تحصیلی با دورهٔ چهار ساله در مقطع کارشناسی، MBA و کارشناسی ارشد ارائه می‌دهد.
این دانشگاه در سال ۱۹۲۳ تأسیس شد و از سال ۱۹۳۲ به صورت مختلط شروع به فعالیت کرد. این دانشگاه همچنین محل استقرار مؤسسه Schreiner است که یک دانشکده نظامی محسوب می‌شود. قبل از تأسیس مؤسسه شراینر، دانشگاه شراینر محل مدرسه مقدماتی گریستون بود، که اکنون در دانشگاه اوزارکس فعالیت می‌کند.

## افراد قابل توجه
- وینی باز، بازیکن فوتبال آمریکایی
- ریموند بری، بازیکن و مربی فوتبال آمریکایی
- دیوید هالس، بازیکن سابق بیسبال لیگ برتر (تگزاس رنجرز و میلواکی برورز)
- تکس اروین، بازیکن فوتبال آمریکایی
- چارلی جانسون، مدافع فوتبال آمریکایی و استاد بازنشسته مهندسی شیمی در شراینر شرکت کرد
- جیمز ای. نوجنت (کلاس ۱۹۴۱)، عضو سابق مجلس نمایندگان تگزاس و کمیسیون راه‌آهن تگزاس
- چارلز شراینر، سوم، دامدار و تاجر در شهرستان کر، که به حفظ گاوهای تگزاس لانگ‌هورن کمک کرد. نوه چارلز شراینر پدر
- جین اس. واکر پدر، دامدار و تاجر در شهرستان وب[۲]